# Marcial Cavazos
Gral. Marcial Cavazos fue un militar mexicano que participó en la Revolución mexicana. Nació en Tamaulipas. Abrazó la causa constitucionalista desde sus comienzos. En 1920 secundó el cuartelazo contra Venustiano Carranza. En 1923, Cavazos, con el grado de Coronel y en su calidad de jefe de operaciones en el estado de Hidalgo, se adhirió a la Rebelión delahuertista. El día 10 de enero de 1924, Cavazos tomó Pachuca. El 11, ante el anuncio de envió de fuerzas del gobierno, abandonó la ciudad. Fue muerto en un combate cerca de Pachuca, en la hacienda de Pozuelos en el municipio del Cardonal el 21 de abril de 1924. A la mañana siguiente el cadáver de Cavazos llegó a Pachuca, siendo expuesto en el pórtico del Teatro Bartolomé de Medina, contrariándose así las órdenes del general Álvaro Obregón. 